# La Colline aux suicidés
La Colline aux suicidés (titre original : Suicide Hill) est un roman noir américain écrit par James Ellroy et publié pour la première fois en 1986. La traduction française est parue en 1987.
Il s'agit de la troisième et dernière enquête du sergent Lloyd Hopkins après Lune sanglante et À cause de la nuit. Ellroy écrivait le quatrième volume lorsqu'il décida de laisser tomber le personnage et d'écrire un roman autour du Dahlia noir.

## Résumé
Après l'affaire du passager de la nuit, Hopkins est poussé à la retraite par ses supérieurs. Il tente de renouer contact avec son épouse et ses filles. 

Duane Rice, un voleur de voitures, est en train de terminer sa peine d'emprisonnement. Il souhaite retrouver sa copine Vandy et l'aider à lancer sa carrière de chanteuse. Malheureusement, il est trahi par son geôlier (Meyers) qui pousse Vandy dans les pattes de Stan Klein, un producteur de musique, mais aussi de films pornographiques.
Ivre de colère et de vengeance, Rice n'a qu'une seule idée en tête : tuer Meyers et Klein, récupérer Vandy et partir. Mais pour ça, il faut de l'argent. Rice va monter une équipe de braqueurs avec deux frères : Joe et Bobby Garcia. Tous les deux sont aussi fous que lui. Ils sont armés. Ils sont dangereux. Ils vont se retrouver dans le collimateur d'un Lloyd Hopkins qui n'a plus rien à perdre et est bien décidé à finir sa carrière sur une bonne note.

## Commentaire
Le roman, construit sur le même schéma que les deux premiers romans de la trilogie, suit Hopkins et les meurtriers dans une suite de chapitres alternant les points de vue. 

Les thèmes développés sont ceux de prédilection de l'auteur : la perversion, la folie meurtrière, la face sombre de Los Angeles, la pornographie, la religion, la recherche de la rédemption. De nouveau, le talent et la faculté d'Ellroy parviennent à faire monter la tension.
Ellroy disait qu'il aurait pu écrire des enquêtes de Lloyd Hopkins toute sa vie. On veut bien le croire tant on sent qu'il s'agit d'un Ellroy pas encore arrivé à son zénith. On comprend mieux dès lors sa décision de lâcher le personnage pour se lancer dans l'écriture d'un roman qui lui tenait à cœur : Le Dahlia noir.